# Глікалі
Глікалі (англ. Glycal) — назва похідних циклічних енольних етерів цукрів, які мають подвійний зв'язок саме між атомами С-1 та С-2 кільця. Глікалі — похідні пентоз чи гексоз. Вперше були отримані Фішером та Цахом у 1913.
Інтерес до хімії глікалів спричинений задачами енантіоспецифічного синтезу. Глікальний підхід розглядається як один із методів синтезу {\displaystyle \mathrm {O-,\,\,C-} } глікозидів та олігосахаридів. Важливе значення у цьому випадку мають реакції електрофільного приєднання за подвійним зв'язком глікалів. 
Поміж реакцій, що мають особливе значення для цілеспрямованої модифікації глікалів, є реакція Фер'є, яка перебігає як {\displaystyle S_{N}2'}-заміщення із алільним перегрупуванням. Таким чином перебігають реакції спиртів і тіолів під дією кислот Льюїса;  C-глікозилювання катіонактивними алкенами, алілсиланами, енолсиліловими етерами; комбінація із аренами, малонатами й арілгалогенідами у присутності металокомплексних каталізаторів; синтез N-нуклеозидів.

## Синтез
При синтезі глікалів з S-глікозидів та їх окиснених похідних застосовується нафталід літію. 

## Значення і застосування
На основі глікалів можна отримати блок-синтони, які мають препаративну цінність завдяки енантіомерній чистоті похідних і синтезованих хіральних центрів та наявності реакційноздатних функціональних груп, максимально зручних для наступних трансформацій. 
Глікалі є джерелами хірального вуглецю, які мають загальне значення для синтезу складних природних сполук, їх аналогів та похідних.